# Œting
Œting település Franciaországban, Moselle megyében. Lakosainak száma 2636 fő (2022. január 1.). Œting Behren-lès-Forbach, Folkling, Forbach és Morsbach községekkel határos.

## Népesség
A település népességének változása:
| Lakosok száma | 1262 | 1670 | 1920 | 2387 | 2617 | 2622 | 2679 | 2706 | 2711 | 2636 |
|               | 1968 | 1982 | 1990 | 2006 | 2013 | 2015 | 2017 | 2019 | 2020 | 2022 |